# Aleksandra Boïko
Pour les articles homonymes, voir Boïko.
Aleksandra Leontievna Boïko (russe : Александра Леонтьевна Бойко ; 20 mai 1918 – 25 mai 1996) est une commandante de char de l'Armée de terre soviétique active sur le Front de l'Est durant la Seconde Guerre mondiale.

## Biographie
Aleksandra Leontievna Moricheva est née le 20 mai 1918 à Belebeï en Bachkirie (Union soviétique). Elle est diplômée de l'Université Nationale de Technologie et de Design de Kiev en 1938, et est employée en tant que chimiste dans une usine de Bachkirie. Moricheva déménage à Magadan, où elle devient inspectrice pour le trust Kolymsnab jusqu'en février 1942. Morisheva épouse à cette période Ivan Fedorovitch Boïko.
En 1942, elle fait partie d'une délégation envoyée sur le front pour distribuer des cadeaux aux soldats en poste là-bas. En rentrant, avec son mari, Ivan Boïko, elle prend 50 000 roubles soviétiques de leurs économies pour payer la construction d'un char pour l'Armée soviétique. Quelques semaines plus tard, le journal de la Kolyma publie une télégramme laconique : « Merci, Ivan Fedorovitch et Alexandra Leontievna, d'avoir pris soin de l'Armée rouge. Votre souhait sera réalisé. Acceptez mes salutations, I. Staline ».
Dans le cadre de l'effort de guerre, ils demandent à être envoyés sur le Front de l'Est. Un an plus tard, en mai 1944, Aleksandra Boïko est nommée commandante de char du 48e Régiment de chars d'assaut de la 5e Armée tout en ayant le grade de lieutenant cadet, et son mari devient ingénieur de tank. Le couple est diplômé lors de la formation accélérée de l’École de tankistes de Tcheliabinsk. Ils entrent dans la guerre au cours de l'Offensive de Riga en 1944, et sont signalés comme ayant détruit cinq chars et deux armes à feu dans les deux premières semaines. En août de cette année-là, elle reçoit l'Ordre de la Guerre Patriotique de première classe après avoir été blessée lors d'une bataille le 25 juillet,.
Elle part pour Moscou en septembre, où elle assiste à une manifestation anti-fasciste et apparaît sur la couverture de la revue Ogoniok. Plus tard, pendant les combats dans les pays Baltes, elle est blessée au combat. Elle sort de convalescence à temps pour fêter le Jour de la Victoire en Tchécoslovaquie. 
Après avoir été démobilisée, elle rentre à Magadan et tient une boulangerie avant d'être élue au Conseil de la Ville à deux reprises, en 1947 et 1953. Elle déménage ensuite pour Apcheronsk, mais est fait citoyenne d'honneur de Magadan le 4 décembre 1991. Elle meurt le 25 mai 1996.

## Distinctions
- Ordre de la Guerre patriotique de 1re et 2e classe
- Médaille pour la victoire sur l'Allemagne dans la Grande Guerre patriotique de 1941-1945